# تارجي هاوغلاند
تارجي هاوغلاند (بالنرويجية البوكمول: Terje Haugland)‏ هو منافس ألعاب قوى نرويجي، ولد في 11 أبريل 1944 في هاوغسوند في النرويج.

## وصلات خارجية
- تارجي هاوغلاند على موقع الاتحاد الدولي لألعاب القوى (الإنجليزية)